# Allobates femoralis
Espèce
Synonymes
- Prostherapis femoralis Boulenger, 1884 "1883"
- Dendrobates femoralis (Boulenger, 1884)

Statut de conservation UICN

 LC  : Préoccupation mineure
Statut CITES
Allobates femoralis est une espèce d'amphibiens de la famille des Aromobatidae.

## Répartition
Cette espèce se rencontre dans le bassin de l'Amazone en Bolivie, au Pérou, en Équateur, en Colombie, au  Venezuela, au Guyana, au Suriname, en Guyane et au Brésil.

## Description

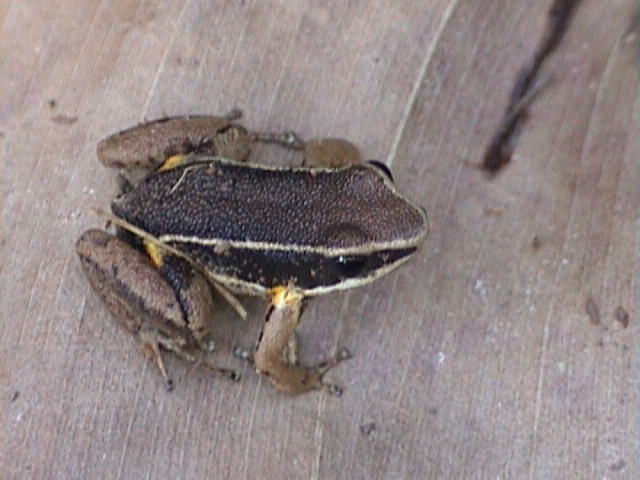
Allobates femoralis

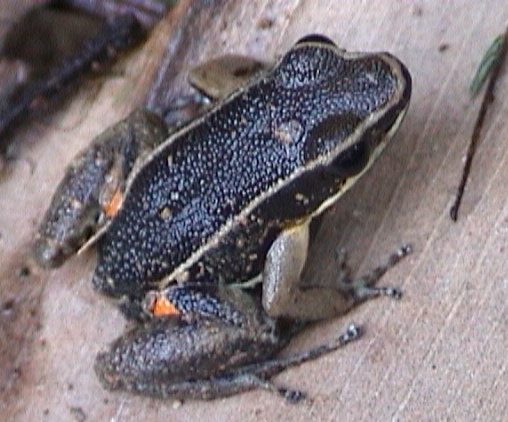
Allobates femoralis

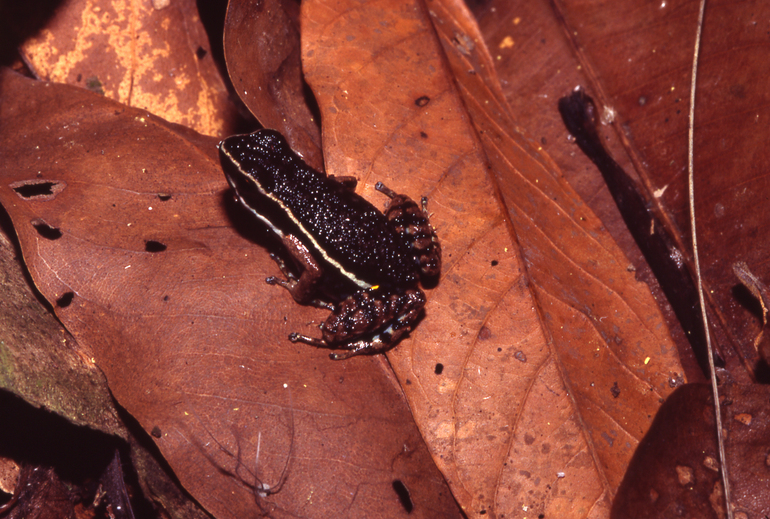
Allobates femoralis

Allobates femoralis mesure de 28 à 33 mm pour les mâles et de 33 à 35 mm pour les femelles. Cette espèce a la face dorsale noire ou brun foncé. Deux lignes longitudinales s'étendent de chaque côté du dos depuis le museau jusqu'à la racine des membres postérieurs. L'une supérieure de couleur brun clair et continue, l'autre inférieure de couleur blanche et interrompu. Une tache orangé en forme de demi-lune marque la racine des membres postérieurs et une tache jaune orne l'arrière de ses membres antérieurs. Sa face ventrale est blanche avec des taches noires irrégulières et sa gorge est noire.
C'est une espèce diurne et terrestre qui se nourrit de coléoptères, de fourmis, de criquets et de cafards. Les juvéniles mangent surtout des collemboles.

## Étymologie
Son nom d'espèce, du latin fĕmŏrālis, « de cuisse », lui a été donné en référence à la marque présente sur ses membres postérieurs.

## Publication originale
- Boulenger, 1884 "1883" : On a Collection of Frogs from Yurimaguas, Huallaga River, Northern Peru. Proceedings of the Zoological Society of London, vol. 1883, no 4, p. 635-638 (texte intégral).